# 上川陽子
上川陽子（日语：／ Kamikawa Yōko，1953年3月1日—），日本女性政治家，自由民主黨黨員。出身於靜岡縣靜岡市。眾議院議員（當選5期），在自民黨內屬於宏池會（岸田派）。
她曾歷任第三次小泉改造內閣的總務大臣政務官、第一次安倍改造內閣和福田康夫內閣的內閣府特命擔當大臣（少子化對策、男女共同參與）、第二次安倍內閣的總務副大臣與第二次安倍改造內閣、第三次安倍內閣、第三次安倍第三次改造內閣及第四次安倍內閣的法務大臣等職務。
2018年7月，上川批准執行東京地鐵沙林毒氣事件的主謀麻原彰晃與其餘12名奧姆真理教核心幹部死刑，將所有奧姆真理教犯案死囚正法。她在法務大臣任期內，批准了總計16名死刑犯之執行令，為1980年代後批准最多死刑執行令的法務大臣。
2020年9月16日，上川陽子出任菅義偉內閣的法務大臣，這是她第三度擔任法務大臣，2021年10月4日隨著內閣總辭而卸任。
2023年9月14日，上川阳子被时任首相岸田文雄提名为外務大臣。

## 外部連結
- 上川陽子 官方網站 （页面存档备份，存于）

| 議會席位                                   | 議會席位                                                                               | 議會席位                          |
| ------------------------------------------ | -------------------------------------------------------------------------------------- | --------------------------------- |
| 前任： 後藤茂之                            | 眾議院厚生勞動委員長 2014年                                                            | 繼任： 現職                       |
| 官衔                                       |                                                                                        |                                   |
| 前任： 松島綠 金田勝年 森雅子              | 法務大臣 第95・96代：2014年－2015年 第98・99代：2017年－2018年 第103代：2020年－2021年 | 繼任： 岩城光英 山下貴司 古川禎久 |
| 前任者： 高市早苗 （少子化、男女共同參與） | 少子化對策擔當大臣 初、第2代：2007年—2008年                                            | 繼任者： 中山恭子                 |
| 前任者： 高市早苗 （少子化、男女共同參與） | 男女共同參與擔當大臣 第7、8代：2007年—2008年                                           | 繼任者： 中山恭子                 |
| 前任： 柴山昌彦 坂本哲志                   | 總務副大臣 與關口昌一一起 2013年—2014年                                                | 繼任： 二之湯智 西銘恒三郎        |
| 前任： 增原義剛 山本保 松本純              | 總務大臣政務官 與櫻井郁三、古屋範子一起 2005年—2006年                                  | 繼任： 河合常則 土屋正忠 谷口和史 |